# تشال صيدعلي (مقاطعة دلفان)
تشال صيدعلي (بالفارسية: چال صیدعلی) هي قرية تقع في قسم ايتيوند الشمالي الريفي (مقاطعة دلفان) في إيران. يقدر عدد سكانها بـ 88 نسمة بحسب إحصاء 2016.